# Nati nel 1984/Ottobre
| Questa pagina contiene informazioni ricavate automaticamente dalle voci biografiche con l'ausilio del template Bio e di un bot. L'aggiornamento è periodico e automatico e ricostruisce completamente la pagina. Se manca una persona in questa lista, sei pregato di non aggiungerla, ma accertati piuttosto che la sua voce biografica contenga il template Bio e che i dati anagrafici siano correttamente compilati. Se il template Bio manca, inseriscilo tu stesso o, in alternativa, metti l'avviso {{tmp\|Bio}} che ne segnala la mancanza. Se i dati riportati sono sbagliati, correggi direttamente la voce biografica; le modifiche saranno visibili in questa lista entro pochi giorni. Per chiarimenti vedi il progetto biografie. La lista contiene solo le 438 persone che sono citate nell'enciclopedia e per le quali è stato implementato correttamente il template Bio. Pagina aggiornata al 18 ago 2025. |

- 1º ottobre - Beck Bennett, attore e comico statunitense
- 1º ottobre - Josh Brener, attore statunitense
- 1º ottobre - Matt Cain, ex giocatore di baseball statunitense
- 1º ottobre - Alberto Corbacho, cestista spagnolo
- 1º ottobre - Kelly Craig, modella e attrice canadese
- 1º ottobre - Gerry Cinnamon, cantautore scozzese
- 1º ottobre - Valentina De Luca, calciatrice italiana
- 1º ottobre - Erica Ellyson, modella statunitense
- 1º ottobre - Leandro Gioda, ex calciatore argentino
- 1º ottobre - Llorenç González, attore spagnolo
- 1º ottobre - Herbert Hill, ex cestista statunitense
- 1º ottobre - Michail Komkov, ex calciatore russo
- 1º ottobre - Andi Langenhan, ex slittinista tedesco
- 1º ottobre - Bartholomew Ogbeche, ex calciatore nigeriano
- 1º ottobre - Laura Pous Tió, ex tennista spagnola
- 1º ottobre - Sam Saletta, attore statunitense
- 1º ottobre - Azlan Shah Kamaruzaman, pilota motociclistico malese
- 1º ottobre - Mónica Spear, modella e attrice venezuelana († 2014)
- 1º ottobre - Imad Zatara, ex calciatore svedese
- 2 ottobre - Ismail Al-Amour, calciatore palestinese
- 2 ottobre - Marion Bartoli, ex tennista francese
- 2 ottobre - Riccardo Bertagnon, giocatore di baseball italiano
- 2 ottobre - Jiří Fleišman, calciatore ceco
- 2 ottobre - Andrij Hitčenko, ex calciatore ucraino
- 2 ottobre - Eldin Jakupović, ex calciatore bosniaco
- 2 ottobre - Humberto Mendoza, ex calciatore colombiano
- 2 ottobre - Alessandro Moro, ex calciatore italiano
- 2 ottobre - John Morris, doppiatore statunitense
- 2 ottobre - Goran Popov, ex calciatore macedone
- 2 ottobre - Peter Varellas, pallanuotista statunitense
- 2 ottobre - Yedidya Vital, attore cinematografico israeliano
- 3 ottobre - Jarrod Bannister, giavellottista australiano († 2018)
- 3 ottobre - Witold Bańka, politico, dirigente sportivo e ex velocista polacco
- 3 ottobre - David Boo Wiklander, ex calciatore svedese
- 3 ottobre - Giovanni Costantino, allenatore di calcio italiano
- 3 ottobre - Rolan de la Cruz, ex calciatore colombiano
- 3 ottobre - Daniel Sousa, allenatore di calcio portoghese
- 3 ottobre - Bruno Gervais, ex hockeista su ghiaccio canadese
- 3 ottobre - Meagan Holder, attrice statunitense
- 3 ottobre - Žaneta Ilieva, ex ginnasta bulgara
- 3 ottobre - Juan Insaurralde, calciatore argentino
- 3 ottobre - Takanobu Komiyama, ex calciatore giapponese
- 3 ottobre - Anthony Le Tallec, ex calciatore francese
- 3 ottobre - Chris Marquette, attore statunitense
- 3 ottobre - Gary Neal, ex cestista statunitense
- 3 ottobre - Thabo Nthethe, allenatore di calcio e ex calciatore sudafricano
- 3 ottobre - Jessica Parker Kennedy, attrice canadese
- 3 ottobre - Marcos Pizzelli, ex calciatore brasiliano
- 3 ottobre - Ashlee Simpson, cantautrice, attrice e personaggio televisivo statunitense
- 3 ottobre - Miguel Ángel Rubiano, ciclista su strada colombiano
- 3 ottobre - Tatsuya Yazawa, ex calciatore giapponese
- 3 ottobre - Yoon Eun-hye, cantante e attrice sudcoreana
- 3 ottobre - Fernando de Abreu, ex calciatore brasiliano
- 4 ottobre - Javier Fernández Cabrera, allenatore di calcio spagnolo
- 4 ottobre - Dmitrij Chomič, ex calciatore russo
- 4 ottobre - Alexis Davis, artista marziale misto canadese
- 4 ottobre - Jean-Paul Eale Lutula, calciatore ruandese
- 4 ottobre - Ian Evans, ex rugbista a 15 britannico
- 4 ottobre - Fábio Ferreira da Silva, ex calciatore brasiliano
- 4 ottobre - Lena Katina, cantante, musicista e attrice russa
- 4 ottobre - Gerard Kearns, attore britannico
- 4 ottobre - Petri Kontiola, hockeista su ghiaccio finlandese
- 4 ottobre - Imoro Lukman, ex calciatore ghanese
- 4 ottobre - János Lázok, ex calciatore ungherese
- 4 ottobre - Nadine Masshardt, politica svizzera
- 4 ottobre - Rachel McDowall, attrice inglese
- 4 ottobre - Irak'li Modebadze, ex calciatore georgiano
- 4 ottobre - Francesco Montanari, attore italiano
- 4 ottobre - Chirine Njeim, maratoneta e ex sciatrice alpina libanese
- 4 ottobre - Álvaro Parente, pilota automobilistico portoghese
- 4 ottobre - Will Theakston, attore inglese
- 4 ottobre - Karolina Tymińska, multiplista polacca
- 4 ottobre - Adewale Wahab, ex calciatore nigeriano
- 5 ottobre - Yūtarō Abe, ex calciatore giapponese
- 5 ottobre - Tiana Benjamin, attrice britannica
- 5 ottobre - Iryna Brémond, tennista bielorussa
- 5 ottobre - Carlos Caballero, ex calciatore spagnolo
- 5 ottobre - Zlatko Dedič, ex calciatore sloveno
- 5 ottobre - Marc Grieder, ex hockeista su ghiaccio, allenatore di hockey su ghiaccio e dirigente sportivo svizzero
- 5 ottobre - Cara Horgan, attrice britannica
- 5 ottobre - Kenwyne Jones, ex calciatore trinidadiano
- 5 ottobre - Glenn McMillan, attore brasiliano
- 5 ottobre - Laura Mononen, fondista finlandese
- 5 ottobre - Bruno Monteiro, ex calciatore portoghese
- 5 ottobre - Igor Penov, cestista macedone
- 5 ottobre - Colonel Reyel, cantante e disc jockey francese
- 5 ottobre - Gastón Sangoy, ex calciatore argentino
- 5 ottobre - Nate Thompson, ex hockeista su ghiaccio statunitense
- 5 ottobre - Oleksandr Vorobjov, ginnasta ucraino
- 6 ottobre - Valerie Adams, ex pesista neozelandese
- 6 ottobre - Afa Anoa'i Jr., wrestler statunitense
- 6 ottobre - Hannah Cheesman, attrice e sceneggiatrice canadese
- 6 ottobre - Magdalena Frąckowiak, supermodella polacca
- 6 ottobre - Aleksandr Geynrix, ex calciatore uzbeko
- 6 ottobre - Arnaud Gérard, dirigente sportivo e ex ciclista su strada francese
- 6 ottobre - Fabiane Niclotti, modella brasiliana († 2016)
- 6 ottobre - Joanna Pacitti, cantante e attrice statunitense
- 6 ottobre - Nezbedin Selimi, ex calciatore svizzero
- 6 ottobre - Vadym Sucharevs'kyj, militare ucraino
- 6 ottobre - Ėmilija Turej, ex pallamanista russa
- 6 ottobre - Vladan Vukosavljević, cestista serbo
- 7 ottobre - Ricardo Chambers, ex velocista giamaicano
- 7 ottobre - Matías Córdoba, ex calciatore argentino
- 7 ottobre - Lorenzo De Angelis, attore, doppiatore e direttore del doppiaggio italiano
- 7 ottobre - Jessica Eddie, canottiera britannica
- 7 ottobre - Tavares Gooden, giocatore di football americano statunitense
- 7 ottobre - Tōma Ikuta, attore e cantante giapponese
- 7 ottobre - Kevin Jorgeson, arrampicatore statunitense
- 7 ottobre - Borko Milenković, calciatore serbo
- 7 ottobre - Gualberto Mojica, ex calciatore boliviano
- 7 ottobre - Néstor Ortigoza, ex calciatore argentino
- 7 ottobre - Marta Perego, giornalista, autrice televisiva e conduttrice televisiva italiana
- 7 ottobre - Simon Poulsen, allenatore di calcio e ex calciatore danese
- 7 ottobre - Arlety Povea, ex cestista cubana
- 7 ottobre - Arnold Robin, pilota automobilistico francese
- 7 ottobre - Mauro Santambrogio, ex ciclista su strada italiano
- 7 ottobre - Giuseppe Sulfaro, attore italiano
- 8 ottobre - Zbigniew Bródka, pattinatore di velocità su ghiaccio polacco
- 8 ottobre - Keydren Clark, ex cestista statunitense
- 8 ottobre - Tansey Coetzee, modella sudafricana
- 8 ottobre - Domenik Hixon, giocatore di football americano statunitense
- 8 ottobre - Tomáš Kazár, calciatore ceco
- 8 ottobre - Iiro Luoto, ex giocatore di football americano finlandese
- 8 ottobre - Mihai Mincă, calciatore rumeno
- 8 ottobre - Kodjovi Obilalé, ex calciatore togolese
- 8 ottobre - Francesco Pianeta, pugile italiano
- 8 ottobre - Sejad Salihović, allenatore di calcio e ex calciatore bosniaco
- 8 ottobre - Goran Vrbanc, ex cestista croato
- 8 ottobre - Eugena Washington, modella statunitense
- 8 ottobre - Dioh Williams, calciatore liberiano
- 8 ottobre - Emily Williams, cantante neozelandese
- 8 ottobre - Joséphine de La Baume, attrice, modella e cantante francese
- 9 ottobre - Ghetts, rapper britannico
- 9 ottobre - Mike Day, ciclista di BMX statunitense
- 9 ottobre - Hussain Fadel, calciatore kuwaitiano
- 9 ottobre - Valentina Fiorin, pallavolista italiana
- 9 ottobre - Daniel García González, judoka andorrano
- 9 ottobre - Marie Kondō, scrittrice giapponese
- 9 ottobre - Romina Marenda, pugile italiana
- 9 ottobre - Djamel Mesbah, allenatore di calcio e ex calciatore algerino
- 9 ottobre - James Naka, calciatore salomonese
- 9 ottobre - Manuela Pal, attrice argentina
- 9 ottobre - Auroro Borealo, cantautore italiano
- 9 ottobre - Tony Royster Jr., batterista statunitense
- 9 ottobre - Mariana Seligmann, attrice e cantante argentina
- 9 ottobre - Kelvin Yondani, calciatore tanzaniano
- 10 ottobre - Rod Benson, ex cestista statunitense
- 10 ottobre - André Boucaud, ex calciatore trinidadiano
- 10 ottobre - Darrel Brown, velocista trinidadiano
- 10 ottobre - Roberto Cereceda, calciatore cileno
- 10 ottobre - Pavel Durov, imprenditore russo
- 10 ottobre - Miguel Ângelo Ferreira de Castro, ex calciatore portoghese
- 10 ottobre - Mario Fillinger, ex calciatore tedesco
- 10 ottobre - Jean-Baptiste Grange, ex sciatore alpino francese
- 10 ottobre - Ryan Hollins, ex cestista statunitense
- 10 ottobre - Huỳnh Quang Thanh, calciatore vietnamita
- 10 ottobre - Jang Pyong-il, ex calciatore nordcoreano
- 10 ottobre - Fahrudin Kudozović, allenatore di calcio e ex calciatore bosniaco
- 10 ottobre - Chiaki Kuriyama, attrice, modella e cantante giapponese
- 10 ottobre - Adekunle Lukmon, ex calciatore nigeriano
- 10 ottobre - Masumeh Makhija, attrice indiana
- 10 ottobre - Elana Meyers-Taylor, bobbista statunitense
- 10 ottobre - Paul Posluszny, ex giocatore di football americano statunitense
- 10 ottobre - Tomáš Pöpperle, hockeista su ghiaccio ceco
- 10 ottobre - Troy Tulowitzki, ex giocatore di baseball statunitense
- 10 ottobre - Daniele Vantaggiato, calciatore italiano
- 10 ottobre - Márcio Vieira, ex calciatore portoghese
- 10 ottobre - Sibel Şimşek, ex sollevatrice turca
- 11 ottobre - Michailas Anisimovas, ex cestista ucraino
- 11 ottobre - Bartłomiej Bonk, sollevatore polacco
- 11 ottobre - Mario Cau, fumettista brasiliano
- 11 ottobre - Martha MacIsaac, attrice canadese
- 11 ottobre - Jeronimas Milius, cantante lituano
- 11 ottobre - Samson Mungai, ex maratoneta e fondista di corsa in montagna keniota
- 11 ottobre - Morten Olsen, ex pallamanista danese
- 11 ottobre - Sandra Piršić, ex cestista slovena
- 11 ottobre - Francesca Anna Ruggiero, politica italiana
- 11 ottobre - Aleksandr Smirnov, ex pattinatore artistico su ghiaccio russo
- 11 ottobre - Tony Valente, fumettista francese
- 11 ottobre - Jane Zhang, cantautrice e musicista cinese
- 12 ottobre - Marko Anđelković, ex calciatore serbo
- 12 ottobre - Marco Baldassarre, politico italiano
- 12 ottobre - Marco Aurelio Fontana, mountain biker e ciclocrossista italiano
- 12 ottobre - Johannes Hauer, attore tedesco
- 12 ottobre - Yang Lei, cantante cinese
- 12 ottobre - Emmanuel Mutai, maratoneta keniota
- 12 ottobre - Mansfield Wrotto, ex giocatore di football americano liberiano
- 13 ottobre - Nicolas Fauvergue, ex calciatore francese
- 13 ottobre - Marco Iannone, attore italiano
- 13 ottobre - Anton Kušnir, sciatore freestyle bielorusso
- 13 ottobre - Gift Leremi, calciatore sudafricano († 2007)
- 13 ottobre - Lumidee, cantante e rapper statunitense
- 13 ottobre - Leonel Núñez, ex calciatore argentino
- 13 ottobre - Matías Pérez García, calciatore argentino
- 13 ottobre - Juan Luca Sacchi, arbitro di calcio italiano
- 13 ottobre - Abd Allah bin Mut'ib Al Sa'ud, principe e cavaliere saudita
- 13 ottobre - Frankie Simek, ex calciatore statunitense
- 13 ottobre - Vyaçeslav Sobolev, calciatore kazako
- 13 ottobre - Vasil Vasilev, ex calciatore bulgaro
- 14 ottobre - Karen Bardsley, ex calciatrice inglese
- 14 ottobre - Svetlana Bol'šakova, triplista russa
- 14 ottobre - Federico Coppitelli, allenatore di calcio italiano
- 14 ottobre - Aleksandr Dancev, allenatore di calcio e ex calciatore russo
- 14 ottobre - Jason Davis, attore e doppiatore statunitense († 2020)
- 14 ottobre - Gregory Dean, ballerino britannico
- 14 ottobre - Jaime Espinal, lottatore dominicano
- 14 ottobre - Jonas Ivens, ex calciatore belga
- 14 ottobre - Jared Jordan, ex cestista statunitense
- 14 ottobre - LaRon Landry, giocatore di football americano statunitense
- 14 ottobre - Krzysztof Mikołajczak, schermidore polacco
- 14 ottobre - Darija Nedaškovs'ka, schermitrice ucraina
- 14 ottobre - Santino Quaranta, ex calciatore statunitense
- 14 ottobre - Alex Scott, ex calciatrice inglese
- 14 ottobre - Celia, cantautrice rumena
- 14 ottobre - Kevin Thomson, ex calciatore scozzese
- 14 ottobre - Sam Togwell, ex calciatore inglese
- 14 ottobre - Jessica Walter, ex sciatrice alpina liechtensteinese
- 15 ottobre - Ivo Angelov, lottatore bulgaro
- 15 ottobre - Brandon Bowman, cestista statunitense
- 15 ottobre - Bobby Burling, ex calciatore statunitense
- 15 ottobre - Elize Ryd, cantautrice e musicista svedese
- 15 ottobre - V"jačeslav Hlazkov, pugile ucraino
- 15 ottobre - Asmir Kolašinac, ex pesista serbo
- 15 ottobre - Andreas Lambertz, allenatore di calcio e ex calciatore tedesco
- 15 ottobre - Alex McKenna, attrice statunitense
- 15 ottobre - Izale McLeod, ex calciatore inglese
- 15 ottobre - Chris Olivero, attore statunitense
- 15 ottobre - Cristian Oroș, ex calciatore rumeno
- 15 ottobre - Kelechi Osunwa, ex calciatore nigeriano
- 15 ottobre - Artūrs Štālbergs, ex cestista e allenatore di pallacanestro lettone
- 15 ottobre - Arjan Swinkels, ex calciatore olandese
- 15 ottobre - Miloš Trifunović, ex calciatore serbo
- 15 ottobre - Dacian Varga, ex calciatore rumeno
- 15 ottobre - David Vitoria, ex ciclista su strada svizzero
- 15 ottobre - Johan Voskamp, calciatore olandese
- 15 ottobre - Jessie Ware, cantautrice britannica
- 15 ottobre - Wen Chi, ex cestista taiwanese
- 16 ottobre - Trevor Blumas, attore canadese
- 16 ottobre - Eugeniu Cebotaru, allenatore di calcio e ex calciatore moldavo
- 16 ottobre - Mamadou Chérif Dia, lunghista e triplista maliano
- 16 ottobre - Markus Eibegger, ex ciclista su strada austriaco
- 16 ottobre - Hughtun Hector, calciatore trinidadiano
- 16 ottobre - Roberto Hilbert, ex calciatore tedesco
- 16 ottobre - Hanna Hucol, attivista ucraina
- 16 ottobre - Kim Jung-mi, calciatrice sudcoreana
- 16 ottobre - Kim Myong-gil, calciatore nordcoreano
- 16 ottobre - Mélissa Lauren, ex attrice pornografica francese
- 16 ottobre - François Pervis, ex pistard francese
- 16 ottobre - Petra Robnik, ex sciatrice alpina slovena
- 16 ottobre - Barbara Rustignoli, ostacolista e multiplista sammarinese
- 16 ottobre - David Salom, pilota motociclistico spagnolo
- 16 ottobre - Konstantin Stepanjuk, pallanuotista russo
- 16 ottobre - Shayne Ward, cantante e attore britannico
- 17 ottobre - Luise Amtsberg, politica tedesca
- 17 ottobre - Chris Henry, ex rugbista a 15 britannico
- 17 ottobre - Robert van der Horst, hockeista su prato olandese
- 17 ottobre - Adeshina Lawal, calciatore nigeriano
- 17 ottobre - Sami Lepistö, hockeista su ghiaccio finlandese
- 17 ottobre - Chris Lowell, attore statunitense
- 17 ottobre - Giovanni Marchese, allenatore di calcio e ex calciatore italiano
- 17 ottobre - Shatta Wale, cantante ghanese
- 17 ottobre - Randall Munroe, programmatore, fumettista e scrittore statunitense
- 17 ottobre - Juan Quero, ex calciatore spagnolo
- 17 ottobre - Avimiled Rivas, ex calciatore colombiano
- 17 ottobre - Luke Rockhold, ex artista marziale misto statunitense
- 17 ottobre - Tom Scott, divulgatore scientifico e youtuber britannico
- 17 ottobre - Gottfrid Svartholm, informatico svedese
- 17 ottobre - Jared Tallent, ex marciatore australiano
- 17 ottobre - Aymeline Valade, supermodella e attrice francese
- 18 ottobre - Claudia Alfonso, attrice italiana
- 18 ottobre - José Nadson Ferreira, ex calciatore brasiliano
- 18 ottobre - Milo Yiannopoulos, giornalista britannico
- 18 ottobre - Robert Harting, discobolo tedesco
- 18 ottobre - Jure Kocjan, ex ciclista su strada sloveno
- 18 ottobre - Erica Lott, ex pallavolista statunitense
- 18 ottobre - Justin Mapp, ex calciatore statunitense
- 18 ottobre - Freida Pinto, attrice, ballerina e modella indiana
- 18 ottobre - José Arturo Rivas, ex calciatore messicano
- 18 ottobre - Milena Sadurek, ex pallavolista polacca
- 18 ottobre - Hans Samuelsen, calciatore faroese
- 18 ottobre - Leo Rojas, flautista e compositore ecuadoriano
- 18 ottobre - Esperanza Spalding, cantante e bassista statunitense
- 18 ottobre - Annekatrin Thiele, canottiera tedesca
- 18 ottobre - Jennifer Ulrich, attrice tedesca
- 18 ottobre - Lindsey Vonn, sciatrice alpina statunitense
- 19 ottobre - Brandy Aniston, attrice pornografica e regista statunitense
- 19 ottobre - Danka Barteková, tiratrice a volo slovacca
- 19 ottobre - Miroslav Božok, calciatore slovacco
- 19 ottobre - Jérémy Chatelain, cantautore e produttore discografico francese
- 19 ottobre - Presley Chweneyagae, attore sudafricano († 2025)
- 19 ottobre - Saki Fujita, doppiatrice giapponese
- 19 ottobre - Gramatik, musicista e produttore discografico sloveno
- 19 ottobre - Edgar Jiménez, calciatore venezuelano
- 19 ottobre - Nelson Laurence, calciatore seychellese
- 19 ottobre - Damián Malrechauffe, allenatore di calcio e ex calciatore uruguaiano
- 19 ottobre - Alloise, cantante ucraina
- 19 ottobre - Oleksandr Ochrimenko, militare ucraino
- 19 ottobre - Abdi Kassim Sadala, ex calciatore tanzaniano
- 19 ottobre - Thundercat, polistrumentista e cantante statunitense
- 19 ottobre - Kaio de Almeida, ex nuotatore brasiliano
- 19 ottobre - Demián Álvarez, cestista uruguaiano
- 20 ottobre - Dan Adams, ex giocatore di football americano e personaggio televisivo statunitense
- 20 ottobre - Mike Banner, ex calciatore statunitense
- 20 ottobre - Samir Bekrić, ex calciatore bosniaco
- 20 ottobre - Peter Byers, calciatore antiguo-barbudano
- 20 ottobre - Leslie Coutterand, attrice francese
- 20 ottobre - Mitch Lucker, cantante e paroliere statunitense († 2012)
- 20 ottobre - Ville Nevalainen, arbitro di calcio finlandese
- 20 ottobre - Florent Sinama-Pongolle, ex calciatore francese
- 20 ottobre - Cosmina Stratan, attrice rumena
- 20 ottobre - Andrew Trimble, rugbista a 15 irlandese
- 21 ottobre - Artsvik, cantante armena
- 21 ottobre - Anna Bogdanova, ex multiplista russa
- 21 ottobre - Jeffrey Bowyer-Chapman, attore e modello canadese
- 21 ottobre - Kenny Cooper, ex calciatore statunitense
- 21 ottobre - Keira D'Amato, mezzofondista e maratoneta statunitense
- 21 ottobre - Jessica Michibata, modella e personaggio televisivo giapponese
- 21 ottobre - Anouk Leblanc-Boucher, pattinatrice di short track canadese
- 21 ottobre - Marvin Mitchell, giocatore di football americano statunitense
- 21 ottobre - Hoang Ngan Nguyen, karateka vietnamita
- 21 ottobre - Kieran Richardson, ex calciatore inglese
- 21 ottobre - Oleksandr Romančuk, ex calciatore ucraino
- 22 ottobre - Horacio Agulla, rugbista a 15 argentino
- 22 ottobre - Dmitri Flis, cestista russo
- 22 ottobre - Elizabeth Friedman, attrice statunitense
- 22 ottobre - Franz Göring, ex fondista tedesco
- 22 ottobre - Lee Ho, calciatore sudcoreano
- 22 ottobre - Aleksander Lichodzijewski, ex cestista e allenatore di pallacanestro polacco
- 22 ottobre - Vitus Lüönd, allenatore di sci alpino e ex sciatore alpino svizzero
- 22 ottobre - Aleks Marić, allenatore di pallacanestro e ex cestista australiano
- 22 ottobre - Luca Marinelli, attore italiano
- 22 ottobre - Antti Pihlström, hockeista su ghiaccio finlandese
- 22 ottobre - Cheikh Samb, ex cestista senegalese
- 22 ottobre - Mikkel Thygesen, ex calciatore danese
- 22 ottobre - Paola Zangirolami, ex rugbista a 15 italiana
- 23 ottobre - Leighton Elliott, calciatore britannico
- 23 ottobre - Izabel Goulart, supermodella e attrice brasiliana
- 23 ottobre - Albert Jarrett, ex calciatore sierraleonese
- 23 ottobre - Lee Young-ah, attrice sudcoreana
- 23 ottobre - Ryōsuke Matsuoka, ex calciatore giapponese
- 23 ottobre - Meghan McCain, conduttrice televisiva e autrice televisiva statunitense
- 23 ottobre - Miguel Ángel Ramírez, allenatore di calcio spagnolo
- 23 ottobre - Oleg Sokolov, schermidore uzbeko
- 23 ottobre - Keiren Westwood, ex calciatore irlandese
- 23 ottobre - Dalibor Đapa, cestista serbo
- 24 ottobre - Antonio Ferreira de Oliveira Junior, ex calciatore brasiliano
- 24 ottobre - Tunha, giocatore di calcio a 5 portoghese
- 24 ottobre - Sultana Frizell, ex martellista canadese
- 24 ottobre - Anton Gavel, ex cestista e allenatore di pallacanestro slovacco
- 24 ottobre - Jonas Gustavsson, hockeista su ghiaccio svedese
- 24 ottobre - Kaela Kimura, cantante e modella giapponese
- 24 ottobre - Christophe Lepoint, ex calciatore belga
- 24 ottobre - Sara Pastore, calciatrice svizzera
- 24 ottobre - Christian Reif, lunghista tedesco
- 24 ottobre - Fredrika Stahl, cantautrice svedese
- 24 ottobre - Getulio Vaca Diez, ex calciatore boliviano
- 24 ottobre - Willem Van Schuerbeeck, maratoneta belga
- 24 ottobre - Javier Zamora, allenatore di pallacanestro spagnolo
- 25 ottobre - Salva Arco, ex cestista spagnolo
- 25 ottobre - Marius Constantin, calciatore rumeno
- 25 ottobre - Ticia Gara, scacchista ungherese
- 25 ottobre - Frederick Gómez, calciatore olandese
- 25 ottobre - Federico Higuaín, allenatore di calcio e ex calciatore argentino
- 25 ottobre - Marija L'vova-Belova, politica e attivista russa
- 25 ottobre - Mimicat, cantante portoghese
- 25 ottobre - Sara Lumholdt, cantante svedese
- 25 ottobre - Piero Maza, arbitro di calcio cileno
- 25 ottobre - Katy Perry, cantautrice e personaggio televisivo statunitense
- 25 ottobre - Iván Ramis, ex calciatore spagnolo
- 25 ottobre - Karolina Šprem, ex tennista croata
- 25 ottobre - Yang Ji-hui, ex cestista sudcoreana
- 26 ottobre - Melisa Cejas, cestista argentina
- 26 ottobre - Sasha Cohen, ex pattinatrice artistica su ghiaccio statunitense
- 26 ottobre - Adriano Correia, ex calciatore brasiliano
- 26 ottobre - Mathieu Crepél, ex snowboarder francese
- 26 ottobre - Tserenjavyn Enkhjargal, calciatore mongolo
- 26 ottobre - Jefferson Farfán, ex calciatore peruviano
- 26 ottobre - Katie Gearlds, ex cestista e allenatrice di pallacanestro statunitense
- 26 ottobre - Aleksandar Jovanović, ex calciatore bosniaco
- 26 ottobre - Gaetano Masucci, dirigente sportivo e ex calciatore italiano
- 26 ottobre - Kelly Osbourne, attrice, cantante e stilista britannica
- 26 ottobre - Jan-Michael Williams, ex calciatore trinidadiano
- 26 ottobre - Rafael dos Anjos, artista marziale misto brasiliano
- 27 ottobre - Mauricio Arias, calciatore cileno
- 27 ottobre - Will Blackmon, giocatore di football americano statunitense
- 27 ottobre - Elisa Brocard, fondista italiana
- 27 ottobre - Anton Çïçwlïn, ex calciatore kazako
- 27 ottobre - Caitlin Cronenberg, fotografa canadese
- 27 ottobre - Loredana Errore, cantante rumena
- 27 ottobre - Lauma Grīva, lunghista lettone
- 27 ottobre - Alex Jacob, giocatore di poker statunitense
- 27 ottobre - Mariano González Maroto, calciatore spagnolo
- 27 ottobre - Brady Quinn, giocatore di football americano statunitense
- 27 ottobre - Danijel Subašić, allenatore di calcio e ex calciatore croato
- 27 ottobre - Emilie Ullerup, attrice danese
- 27 ottobre - Adrian Uter, cestista statunitense
- 27 ottobre - Júlio César de Souza Santos, ex calciatore brasiliano
- 28 ottobre - Domingos Bonifácio, ex cestista angolano
- 28 ottobre - Rogelio Chávez, ex calciatore messicano
- 28 ottobre - Matteo Cressoni, pilota automobilistico italiano
- 28 ottobre - Milan Ćulum, ex calciatore serbo
- 28 ottobre - Moritz Fürste, hockeista su prato tedesco
- 28 ottobre - Steven Jennings, ex calciatore inglese
- 28 ottobre - Vladislav Lukanin, ex sollevatore russo
- 28 ottobre - Obafemi Martins, ex calciatore nigeriano
- 28 ottobre - Anyika Onuora, velocista britannica
- 28 ottobre - Amanda Paige, modella e attrice statunitense
- 28 ottobre - Gözde Türkpençe, attrice turca
- 28 ottobre - Finn Wittrock, attore statunitense
- 28 ottobre - Soyoung Yoon, violinista sudcoreana
- 29 ottobre - Sulaiman Said Al-Shikairi, calciatore omanita
- 29 ottobre - Ahmed Darwish, calciatore saudita
- 29 ottobre - Savannah Gold, attrice pornografica britannica († 2011)
- 29 ottobre - Álvaro González, ex calciatore uruguaiano
- 29 ottobre - Mario Henderson, giocatore di football americano statunitense († 2020)
- 29 ottobre - Rogier Jansen, ex cestista olandese
- 29 ottobre - Lee Chung-ah, attrice sudcoreana
- 29 ottobre - Eric Staal, hockeista su ghiaccio canadese
- 30 ottobre - Darius Defoe, cestista dominicense
- 30 ottobre - Federico León, ex calciatore argentino
- 30 ottobre - Eva Marcille, attrice e modella statunitense
- 30 ottobre - Maor Melikson, ex calciatore israeliano
- 30 ottobre - Dave Mooney, ex calciatore irlandese
- 30 ottobre - Mohamed Nagy, allenatore di calcio e ex calciatore egiziano
- 30 ottobre - Lorenzo Perazzolo, pallavolista italiano
- 30 ottobre - Marzio Toniolo, fotografo italiano
- 31 ottobre - Kenji Akabane, doppiatore giapponese
- 31 ottobre - Clare Bodensteiner, ex cestista e allenatrice di pallacanestro neozelandese
- 31 ottobre - Scott Clifton, attore statunitense
- 31 ottobre - Keegan de Lancie, attore statunitense
- 31 ottobre - Lorenzo Gergati, ex cestista italiano
- 31 ottobre - Hannah Hilton, ex attrice pornografica statunitense
- 31 ottobre - Evan Kaufmann, hockeista su ghiaccio statunitense
- 31 ottobre - Ruth Kearney, attrice irlandese
- 31 ottobre - Ramiro López, calciatore argentino
- 31 ottobre - Mads Timm, ex calciatore danese
- 31 ottobre - Anthony Varvaro, giocatore di baseball statunitense († 2022)
- 31 ottobre - Fabrizio Verrone, schermidore e maestro di scherma italiano